# 莇生村
莇生村（あざぶむら）は、かつて愛知県西加茂郡にあった村。
現在のみよし市の一部（ひばりヶ丘・阿弥陀堂・三好丘・三好丘緑・三好丘旭・三好丘桜・三好丘あおば・莇生町・福谷町・黒笹町・高嶺町など）に該当する。

## 歴史
- 1881年（明治14年）10月1日 - 北莇生村、南莇生村が合併し、莇生村となる。
- 1889年（明治22年）10月1日 - 莇生村、福谷村、黒笹村、高嶺村が合併し、莇生村が発足。
- 1906年（明治39年）7月1日 - 三好村、明越村と合併し、三好村が発足。同日莇生村は廃止。

## 教育
- 莇生尋常高等小学校（現・みよし市立北部小学校）